# 308934 Merkine
308934 Merkine este o planetă minoră (asteroid) din centura de asteroizi. A fost descoperită pe 25 septembrie 2006 la Molėtų astronomijos observatorija⁠(d) de . 
Obiectul prezintă o orbită caracterizată de o semiaxă mare de 2,7714921178599 UAi, o excentricitate de 0,16918200383994, o înclinație de 8,9004682912972 ° în raport cu ecliptica.